# Korg (personaggio)
Korg il kronano, è un personaggio dei fumetti creato da Greg Pak (testi) e Carlo Pagulayan (disegni), pubblicato dalla Marvel Comics. È comparso per la prima volta in The Incredibile Hulk (terza serie) n. 92 (aprile 2006), durante la saga Planet Hulk.

## Storia
La prima visita di Korg sulla Terra risale alla sua giovinezza, insieme ai suoi compagni, Korg venne affrontato da Thor, che li sconfisse facilmente, tempo dopo, l'astronave dove viaggiava Korg venne fatta precipitare su Sakaar da un buco nero, lì, Korg, venne reso prigioniero e venne fatto diventare un gladiatore.

## Planet Hulk
Portati alla Fauce, per essere addestrati come gladiatori, Korg e Hulk si incontrano, tra loro nasce una profonda amicizia e Korg entra a far parte dei Fratelli di guerra combatte al fianco di Hulk nelle arene di Sakaar e, dopo essere stato liberato da Silver Surfer dal suo disco d'obbedienza, insieme a tutti gli altri schiavi e gladiatori, fugge dall'arena. Dopo la fuga, Hulk dichiara guerra al Re Rosso, e, alla testa di un esercito e affiancato da Korg e dai Fratelli di guerra, comincia a combattere; il Re Rosso, allora, decide di liberare contro di loro la razza di virus organici nota come Spike, quest'ultimi, infatti, infettano il corpo delle vittime, tramutandole in mostri e prendendone il controllo, negli scontri tra i ribelli di Hulk, armati di lanciafiamme, e gli Spike, Korg è immune a quest'ultimi grazie alla sua pelle rocciosa, infine, il Re Rosso, viene sconfitto e Hulk diventa il Re Verde, il sovrano di Sakaar, una delle sue prime decisioni è quella di mandare Korg e Hiroim, un altro membro dei Fratelli di guerra, insieme ad un gruppo di soldati, a stipulare la pace con uno dei popoli vicini ai domini del Re Verde. Quando la navetta con cui Hulk è atterrato su Sakaar esplode, scatenando il collasso e la distruzione del pianeta, Korg riesce a salvarsi e raggiungere la grande astronave di salvataggio, insieme ai Fratelli di guerra, grazie alla sua pelle rocciosa, dopodiché, insieme ai sopravvissuti, a Hulk e ai Fratelli di guerra, punta verso la Terra, per aiutare Hulk nella sua vendetta.

## World War Hulk
Insieme ai fratelli di guerra, Korg, arriva sulla Terra al seguito di Hulk, per aiutarlo nella sua vendetta personale contro Tony Stark, Mister Fantastic, Dottor Strange e Freccia Nera, qui, Korg, insieme ai Fratelli di guerra, viene in aiuto di Hulk quando quest'ultimo viene affrontato dai Potenti Vendicatori e dai Nuovi Vendicatori, Korg sconfigge facilmente Wonder Man dopodiché, insieme a Hulk, si dirige contro la torre dei Fantastici Quattro, lì si scontra con la Cosa, lo scontro verrà interrotto quando la Cosa andrà ad affrontare Hulk, venendo sconfitta.
Quando Sentry giunge a liberare gli eroi catturati da Hulk, scontrandosi con quest'ultimo, Korg cerca invano di fermare Sentry, poi si dedica al soccorso dei civili che rischiavano di rimanere schiacciati dalle macerie dell'anfiteatro dove erano reclusi i supereroi, il quale crollo era stato causato dallo scontro tra Hulk e Sentry, dopo la sconfitta del primo, Korg, dopo essere stato sconfitto dalla Cosa, e i Fratelli di guerra, vengono arrestati e presi in custodia dallo S.H.I.E.L.D.,

## Poteri e Abilità
Korg è fatto completamente di pietra e di roccia, ciò gli permette di avere una forza sovraumana ed un'altissima resistenza, in grado persino di sopportare facilmente la lava, i colpi di Silver Surfer, quelli di Thor e di sconfiggere facilmente avversari del calibro di Wonder Man.

## Altri media

### Animazione
- Korg compare nel film d'animazione Planet Hulk (2010).

### Marvel Cinematic Universe
- Korg, interpretato tramite la tecnica del motion capture dall'attore neozelandese Taika Waititi, il regista degli ultimi due film dedicati al Dio del Tuono, compare nei film del Marvel Cinematic Universe Thor: Ragnarok (2017), Avengers: Endgame (2019) e Thor: Love and Thunder (2022).
- Korg compare anche nella prima serie animata dell'MCU What If...? (2021).

### Televisione
- Korg compare nelle serie animate Super Hero Squad Show.
- Korg compare anche nella serie animata Hulk e gli agenti S.M.A.S.H..